# أندرو مارشال
أندرو مارشال (بالإنجليزية: Andrew Marshall)‏ (17 يناير 1984 بوينفيلد في الولايات المتحدة - ) هو لاعب كرة قدم أمريكي في مركز الدفاع. لعب مع Crystal Palace Baltimore ‏ وبيتسبورغ ريفرهوندز ونادي بان.

## وصلات خارجية
- أندرو مارشال على موقع قاعدة بيانات كرة القدم.إي يو (الإنجليزية)
- أندرو مارشال على موقع قاعدة بيانات كرة القدم.إي يو (الإنجليزية)